# Aime ton père
Aime ton père is een Franse film van Jacob Berger die werd uitgebracht in 2002. 

## Verhaal
Léo Shepherd is een vijftigjarige bekende schrijver die teruggetrokken leeft in een dorpje in de Haute-Savoie. Wanneer hij verneemt dat hem de Nobelprijs voor Literatuur werd toegekend, wil hij met zijn motorfiets naar Stockholm rijden om er de prijs in ontvangst te nemen. Zijn zoon Paul, die zich door zijn vader miskend en verwaarloosd voelt, belt hem op om hem te feliciteren. Zijn zuster verbiedt hem echter met hun vader te spreken. Paul besluit dan maar zijn vader achterna te reizen. Hij wil absoluut met hem praten en hun oude geschillen oplossen. 

## Rolverdeling
| Acteur              | Personage                    |
| ------------------- | ---------------------------- |
| Gérard Depardieu    | Léo Shepherd                 |
| Guillaume Depardieu | Paul, de zoon van Léo        |
| Sylvie Testud       | Virginia, de dochter van Léo |
| Julien Boisselier   | Arthur                       |
| Hiam Abbass         | Salma, de vrouw van Léo      |